# Mimipiscis
Mimipiscis, precedentemente noto come Mimia, è un genere di pesci ossei estinto, appartenente agli attinotterigi. Visse nel Devoniano superiore (Frasniano, circa 380 milioni di anni fa) e i suoi resti fossili sono stati ritrovati in Australia.

## Descrizione
Questo pesce era di piccole dimensioni, e non superava i 20 centimetri di lunghezza. Grazie ai numerosissimi resti fossili ritrovati nella formazione Gogo dell'Australia Occidentale, Mimipiscis è uno degli attinotterigi più conosciuti del Paleozoico. La scatola cranica perfettamente conservata ha rivelato che il suo cervello era simile a quello degli squali primitivi e degli acantodi, ad indicare la struttura base del cervello degli gnatostomi. Il corpo di Mimipiscis era allungato e relativamente alto, anche se non così profondo come quello dell'affine Moythomasia, e ricoperto da scaglie romboidali. I grandi occhi erano posti in posizione avanzata, mentre la coda era eterocerca e dotata di un lobo superiore robusto.

## Classificazione
Questo pesce è stato descritto per la prima volta nel 1977 sotto il nome di Mimia; questo nome era però già stato utilizzato in precedenza per descrivere una farfalla messicana (Evans, 1953), e quindi nel 2012 fu necessario ridenominare il pesce come Mimipiscis. 
Fino al 1977, l'anno della prima descrizione di Mimipiscis, non si conoscevano resti fossili tridimensionali di attinotterigi del Paleozoico; con la scoperta di Mimipiscis e di forme affini provenienti dalla formazione di Gogo, fu possibile ricostruire l'aspetto interno ed esterno degli scheletri di questi pesci arcaici e vennero rivelati dettagli precedentemente sconosciuti del cranio e delle branchie.  
Secondo la classificazione operata nel 2012 ad opera di Brian Choo, Mimipiscis è un genere contenente due specie: oltre alla specie tipo, Mimipiscis toombsi, ne esisteva un'altra (M. bartrami), più piccola e con alcune caratteristiche distintive nella forma corporea, nelle squame e nelle ossa craniche. La seconda specie, inoltre, sembrerebbe essere stata mediamente più piccola della precedente (lunghezza circa 13 centimetri). 
Mimipiscis è un rappresentante basale degli attinotterigi, i pesci ossei dalle pinne raggiate, e appartiene al gruppo dei Mimiidae, endemico del Devoniano superiore dell'Australia Occidentale e contenente anche Gogosardina. In precedenza Mimipiscis era stato riferito alla famiglia Stegotrachelidae insieme all'affine Moythomasia, nel grande gruppo (ora considerato parafiletico) dei paleonisciformi, i più arcaici fra i pesci ossei dalle pinne raggiate.

## Paleobiologia
Mimipiscis e Gogosardina vivevano in un ambiente simile a una barriera corallina attuale. Questi piccoli pesci possedevano un corpo adatto a muoversi agilmente tra i crepacci delle scogliere, per proteggersi dai predatori come i placodermi e per cercare piccoli animali di cui si cibavano.